# Euxoa rossica
Euxoa rossica là một loài bướm đêm trong họ Noctuidae.